# いわき駅

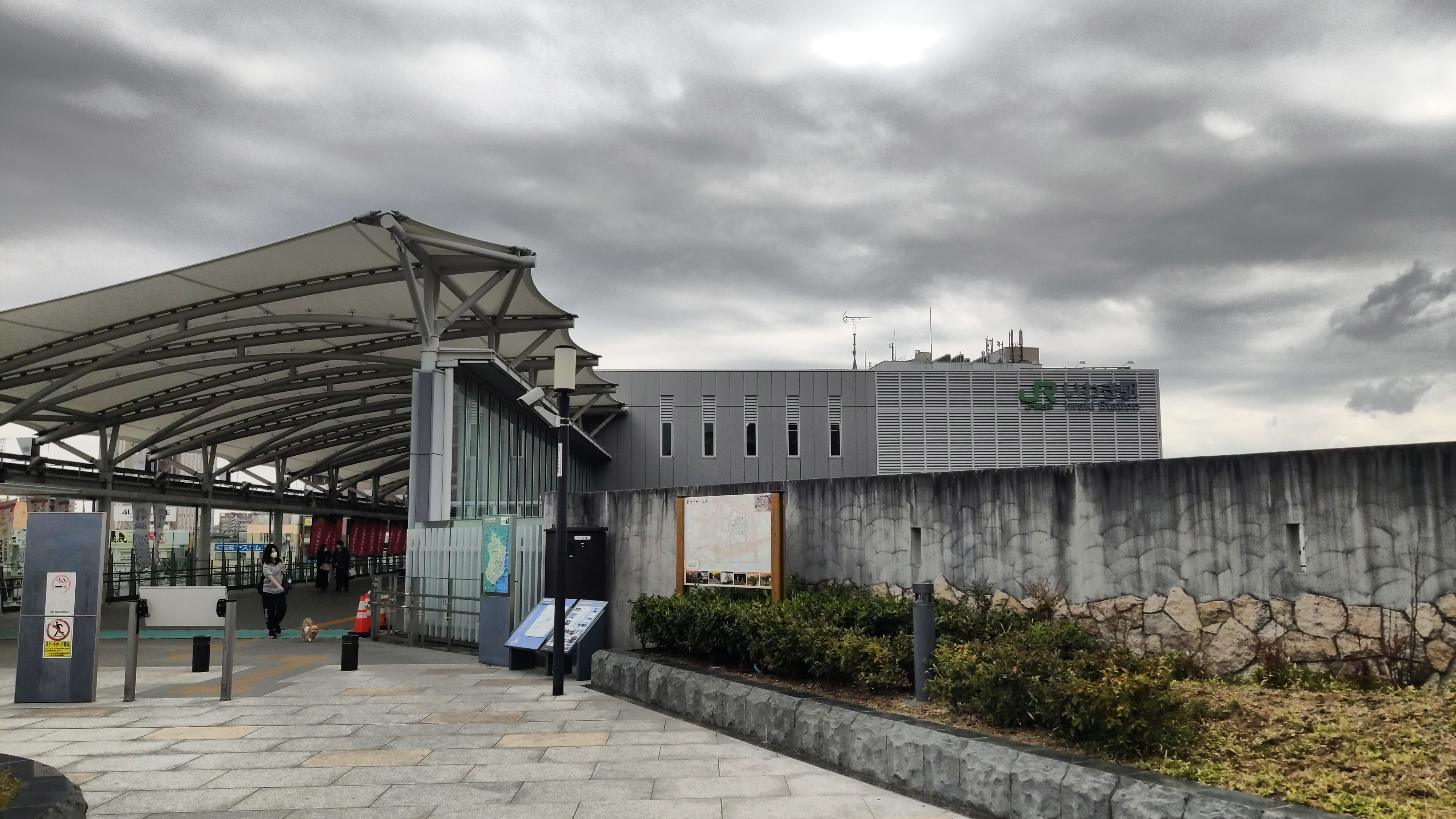
北口（2021年5月）

いわき駅（いわきえき）は、福島県いわき市平字田町（たいらあざたまち）にある、東日本旅客鉄道（JR東日本）の駅である。事務管コードは▲421134。いわき市の中心駅である。
いわき市は1966年（昭和41年）に大規模合併により成立した市であるが、いわき駅が立地する中心部は、1966年（昭和41年）以前は平市を称しており、駅名も開業以来平駅（たいらえき）であった。いわき市が成立した後も駅名はそのままであったが、1994年（平成6年）12月3日にいわき市などの要望により、現在のいわき駅に改名している。
当駅は浜通り地方から中通り地方・宮城県・茨城県の三方を結ぶ拠点駅である。旧 平市の時期およびいわき市の成立後も市役所が置かれるなど、当駅周辺は市の中心地区であり、浜通りの一大拠点となっている。
いわき駅周辺再生拠点整備事業により、駅舎改築・南北自由通路・南口駅前広場のペデストリアンデッキ・バスターミナルなどが整備された。2007年（平成19年）10月25日に橋上新駅舎に移転したほか、駅前には複合施設が入居する再開発ビル「ラトブ」 (LATOV) が開業した。また、2009年（平成21年）6月19日に橋上駅舎に付随する「いわき駅ビル」が開業し、2010年（平成22年）3月25日には南口駅前広場の供用が開始された。

## 乗り入れ路線
当駅に乗り入れている路線は、常磐線と磐越東線の2路線である。このうち、当駅の所属線と扱われる常磐線 では、運行上の要衝のひとつとなっている。
- 常磐線：普通列車は一部を除き当駅で南北に運行系統が分離されている。震災前は当駅から仙台駅まで直通する普通列車が存在したが、現在は普通列車で仙台方面と行き来する場合、必ず原ノ町駅で乗り換えとなる。
- 磐越東線：当駅が起点であり、いわき駅側では終点郡山駅までの列車のほか、小川郷駅や小野新町駅止まりの区間列車が設定されているが、5時間ほど運行されない時間帯がある。

## 歴史
- 1897年（明治30年）
  - 2月25日：磐城線の水戸駅と当駅間開業と同時に、平駅（たいらえき）として開設[1][3][5]。
  - 8月29日：当駅と久ノ浜駅間が延伸開業し、途中駅となる。
- 1906年（明治39年）11月1日：日本鉄道が国有化され、官設鉄道の所属となる[5]。
- 1909年（明治42年）10月12日：線路名称の制定により、常磐線の所属となる。
- 1915年（大正4年）7月10日：平郡東線の当駅から小川郷駅間が開業する[3][6]。
- 1949年（昭和24年）6月1日：日本国有鉄道が発足。
- 1963年（昭和38年）
  - 5月1日：常磐線の高萩駅と当駅間が電化される。
  - 9月30日：電化区間が当駅から草野駅まで延長。
- 1967年（昭和42年）12月1日：貨物の取り扱いを廃止[5]。
- 1968年（昭和43年）9月26日：貨物線の跡地に常磐線上り線ホームを新設[新聞 1]。従来の常磐線ホームの有効長を260メートルから320メートルに延伸[新聞 1]。
- 1973年（昭和48年）7月27日：駅舎が落成し、駅ビル「ヤンヤン」が開業[新聞 2]。
- 1986年（昭和61年）11月1日：荷物の扱いを廃止[5]。
- 1987年（昭和62年）4月1日：国鉄分割民営化に伴い、東日本旅客鉄道（JR東日本）の駅となる[3][5]。
- 1991年（平成3年）10月13日：発車メロディを導入。
- 1994年（平成6年）12月3日：いわき市などの要望により、いわき駅に改称[3]。
- 2005年（平成17年）3月24日：自動改札機を導入。
- 2007年（平成19年）
  - 3月18日：ダイヤ改正により上野を発着とする中距離列車はE531系電車に統一され、運行範囲が上野 - 高萩間となったため、当駅と上野を結ぶ普通列車は前日を最後に運用を終了した[注 1]。
  - 9月30日：駅ビル「ヤンヤン」の営業を終了。
  - 10月24日：旧駅舎を閉鎖。
  - 10月25日：新駅舎へ移転するとともに、いわき駅前再開発ビル「ラトブ」 (LATOV) が開業。
- 2009年（平成21年）
  - 3月14日：東京近郊区間の拡大に伴い、ICカード「Suica」の利用が可能となる（水戸方面のみ）[報道 1]。
  - 6月19日：新駅ビル「いわき駅ビル」が開業。
- 2016年（平成28年）10月1日：1・2番線の発車メロディをジェイク・シマブクロの「フラガール〜虹を〜」に変更[7][報道 2]。
- 2017年（平成29年）10月21日：常磐線竜田 - 富岡間再開通に伴い、一部方面の旅客案内を変更。仙台方面の旅客案内を磐越東線経由から、常磐線（下り）経由に変更。
- 2018年（平成30年）9月29日：びゅうプラザの営業を終了[8]。
- 2019年（令和元年）7月12日：改札内にNewDaysが開店[注 2][報道 3]。
- 2020年（令和2年）
  - 3月14日：1日1往復設定されていた当駅発着の「ときわ」の運転区間短縮に伴い、「ときわ」の停車駅から除外[報道 4]。同日、東日本大震災とそれに伴う福島第一原発事故の影響で不通になっていた、富岡 - 浪江間の復旧に伴い、原ノ町・仙台方面に運行する特急「ひたち」が設定される[報道 5]。常磐線浪江駅までSuicaの利用が可能となる[報道 6][報道 7]（なお、引き続き磐越東線での利用は不可）。
  - 8月26日：改札内に駅ナカシェアオフィス「STATION BOOTH」が開業[9][報道 8]。
  - 8月31日：南口開発工事に伴うリニューアル実施のため、駅ビル「いわき駅ビル」が閉店[報道 9][新聞 3]。
  - 11月30日：改札内待合室がリニューアル[報道 10]。
- 2023年（令和5年）
  - 1月15日：南口にホテル「B4T いわき」と商業施設「エスパルいわき」が開業[注 3][報道 12][報道 11]。
  - 6月1日：いわき運輸区、いわき地区指導センターと融合し、いわき統括センター発足。いわき駅長はいわき統括センター所長が兼務する。
- 2024年（令和6年）10月1日：常磐線・岩沼方面と磐越東線でえきねっとQチケのサービスを開始[2][報道 13]。

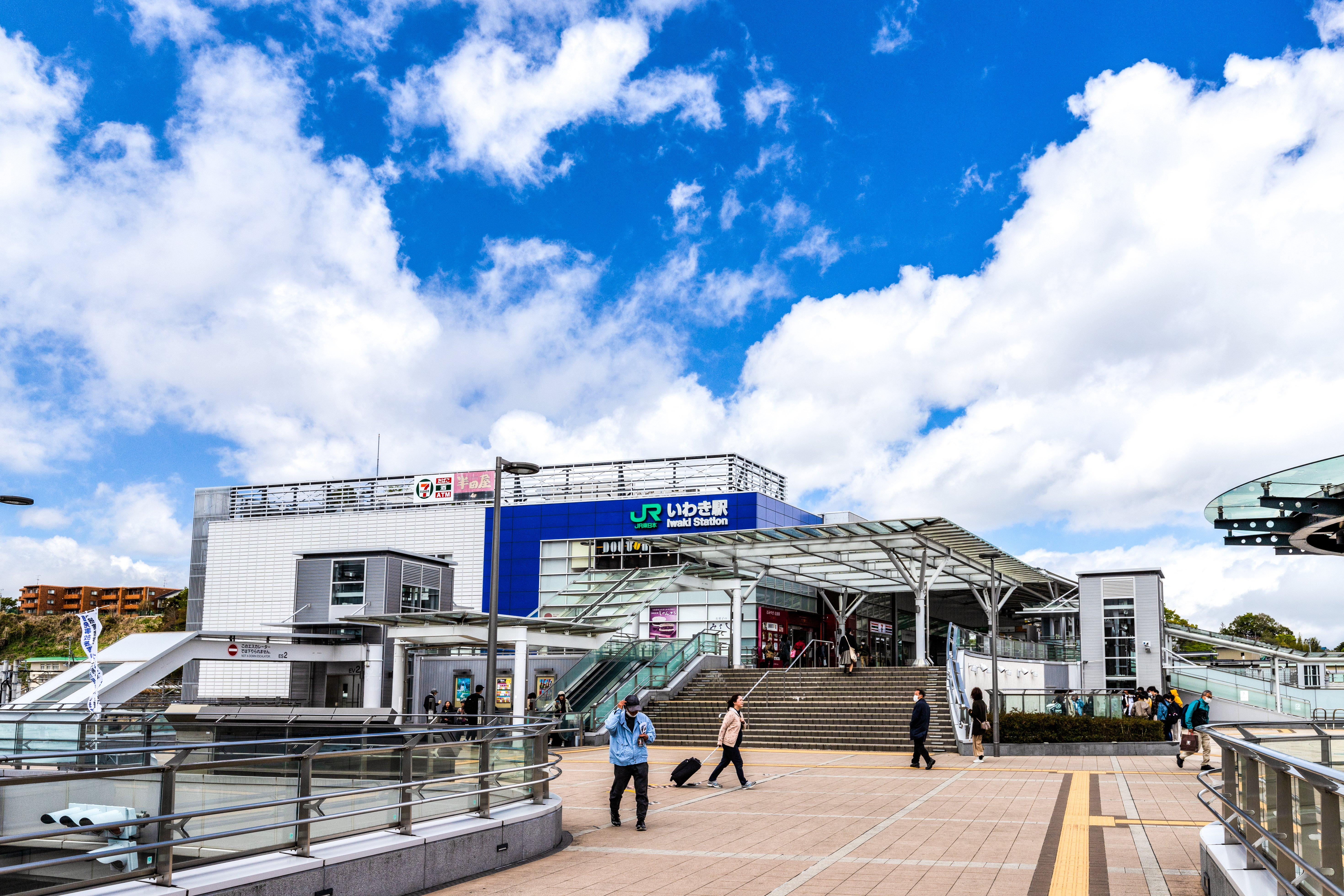
リニューアル前の南口 （2019年4月）

## 駅構造
島式ホーム3面6線の地上駅で、橋上駅舎を有している。ホームは2019年度（令和元年度）に嵩上げされた（1番線 - 4番線）。
みどりの窓口、自動券売機、指定席券売機（改札内にも設置）、自動改札機（Suica、えきねっとQチケ対応）、自動精算機（仙台Suicaエリアの仙台駅からの常磐線各駅のICカード入場の精算出場処理にも対応）が設置されている。このほか、VIEW ALTTE（改札外）、セブン銀行ATM（改札内、2020年〈令和2年〉10月31日設置）、NewDays（改札内）、ご当地スイートショップ（自由通路内、2020年〈令和2年〉10月30日開業）、エレベーター、エスカレーター、待合室、トイレ、フルカラーLED発車案内（改札前）などが設置されている。
いわき統括センター所在駅である。また、直営駅であり、管理駅として常磐線内の勿来駅 - 夜ノ森駅間を管理下に置く。

### のりば
| 番線       | 路線       | 方向 | 行先                                   |
| ---------- | ---------- | ---- | -------------------------------------- |
| 1・2・3・5 | ■ 常磐線   | 上り | 日立・水戸・土浦・上野・東京・品川方面 |
| 3・4・5    | ■ 常磐線   | 下り | 原ノ町・仙台方面                       |
| 5・6       | ■ 磐越東線 | 下り | 小野新町・郡山方面                     |

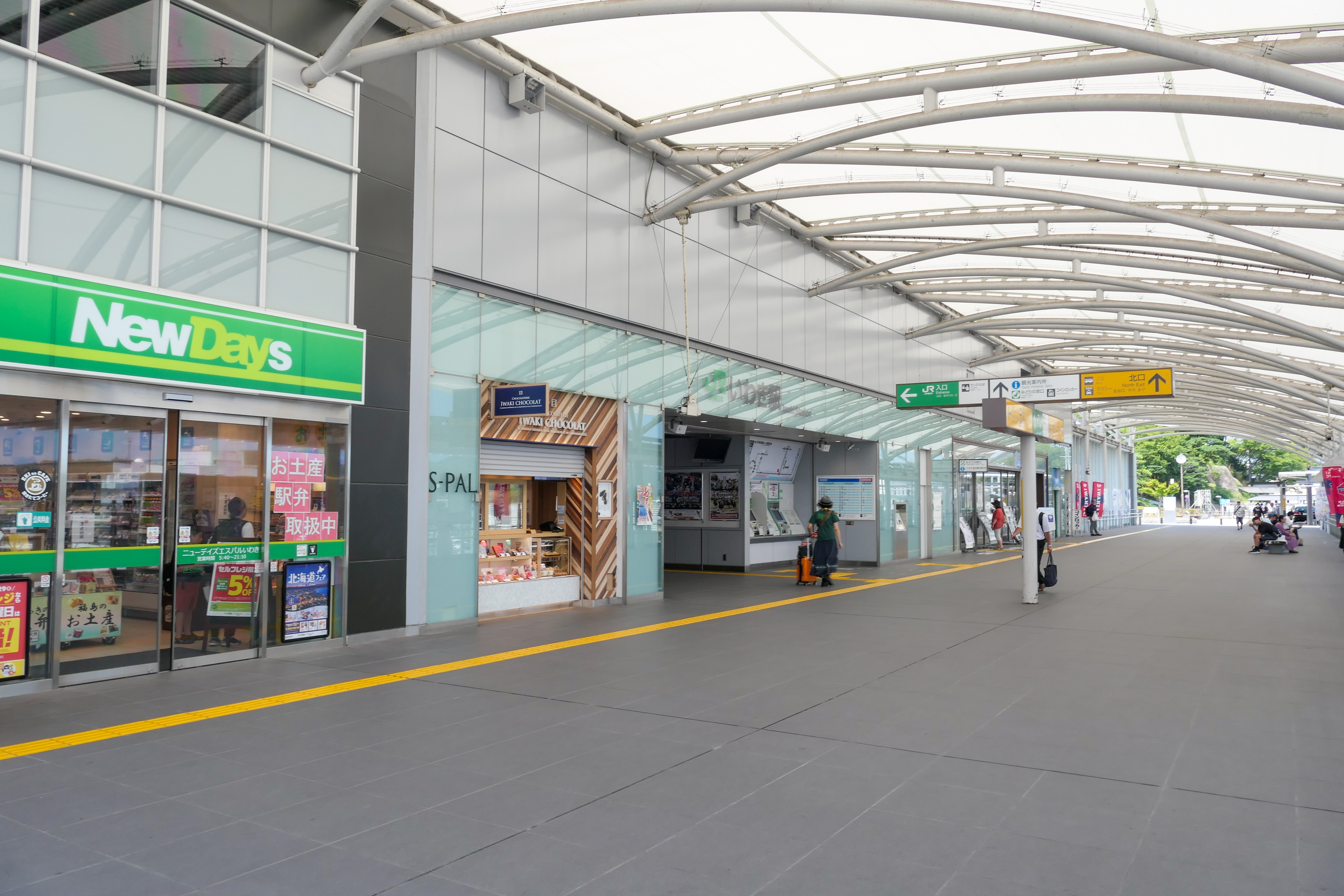
南北自由通路（2023年7月）
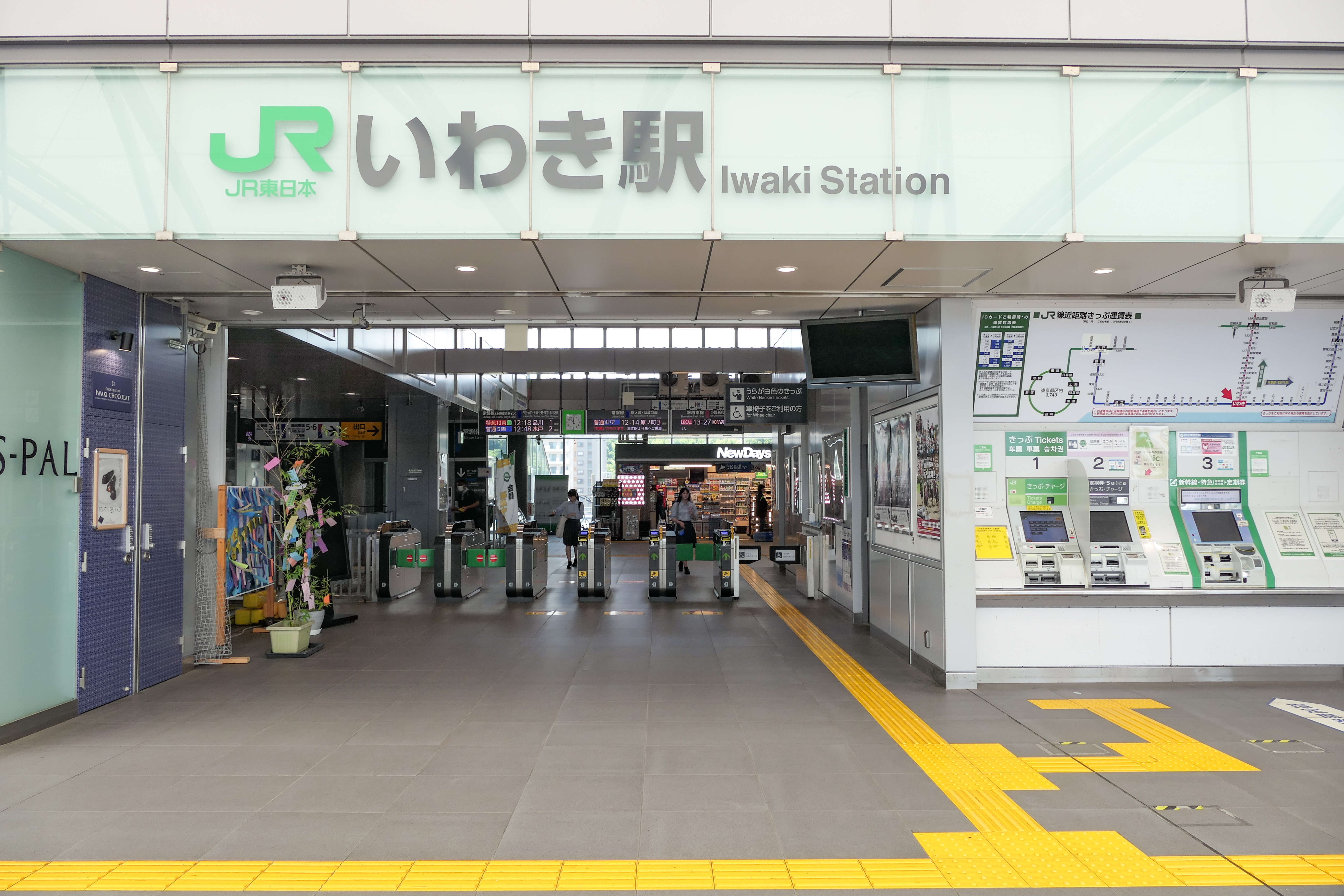
改札口と切符売り場（2023年7月）
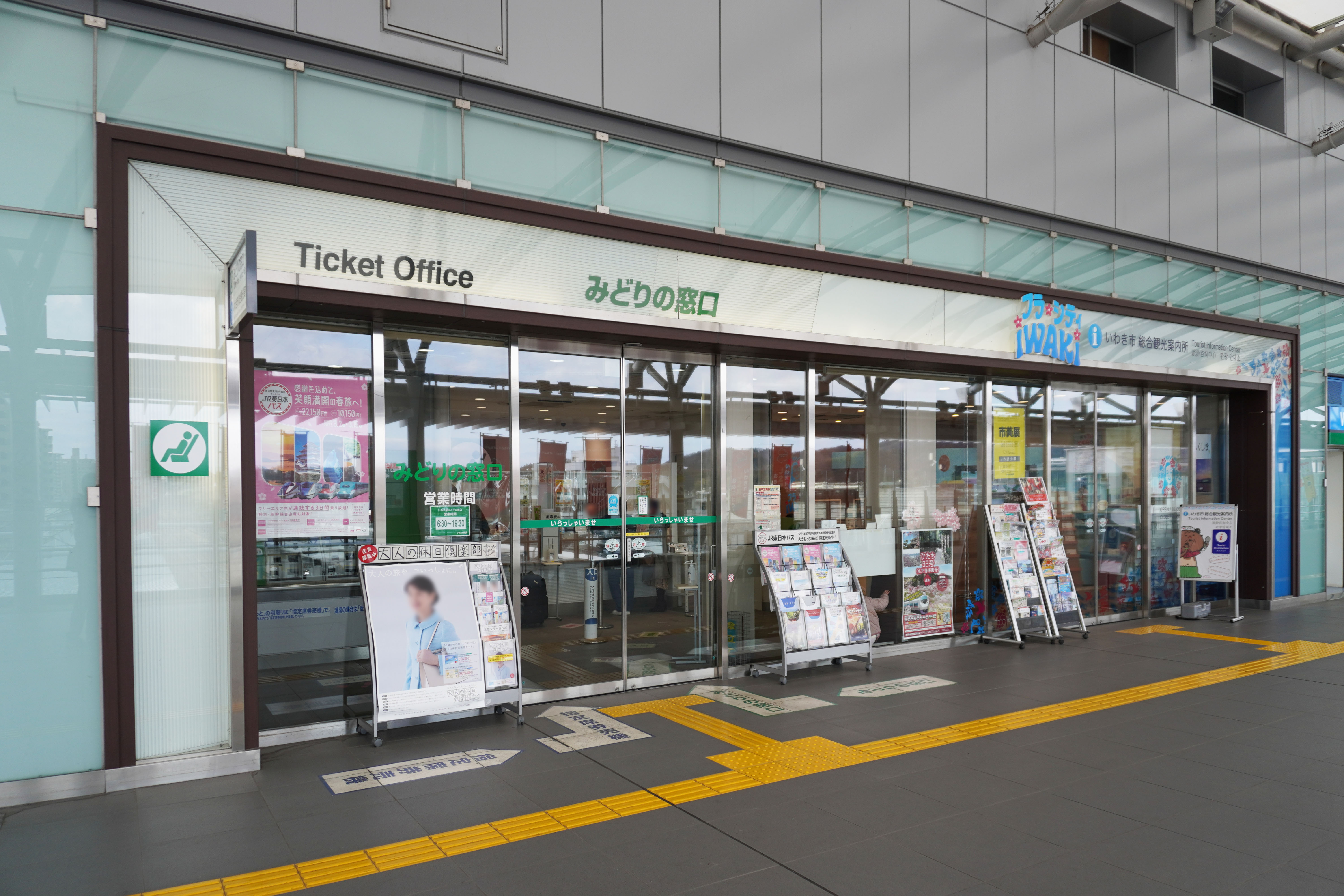
みどりの窓口といわき市総合観光案内所（2023年2月）
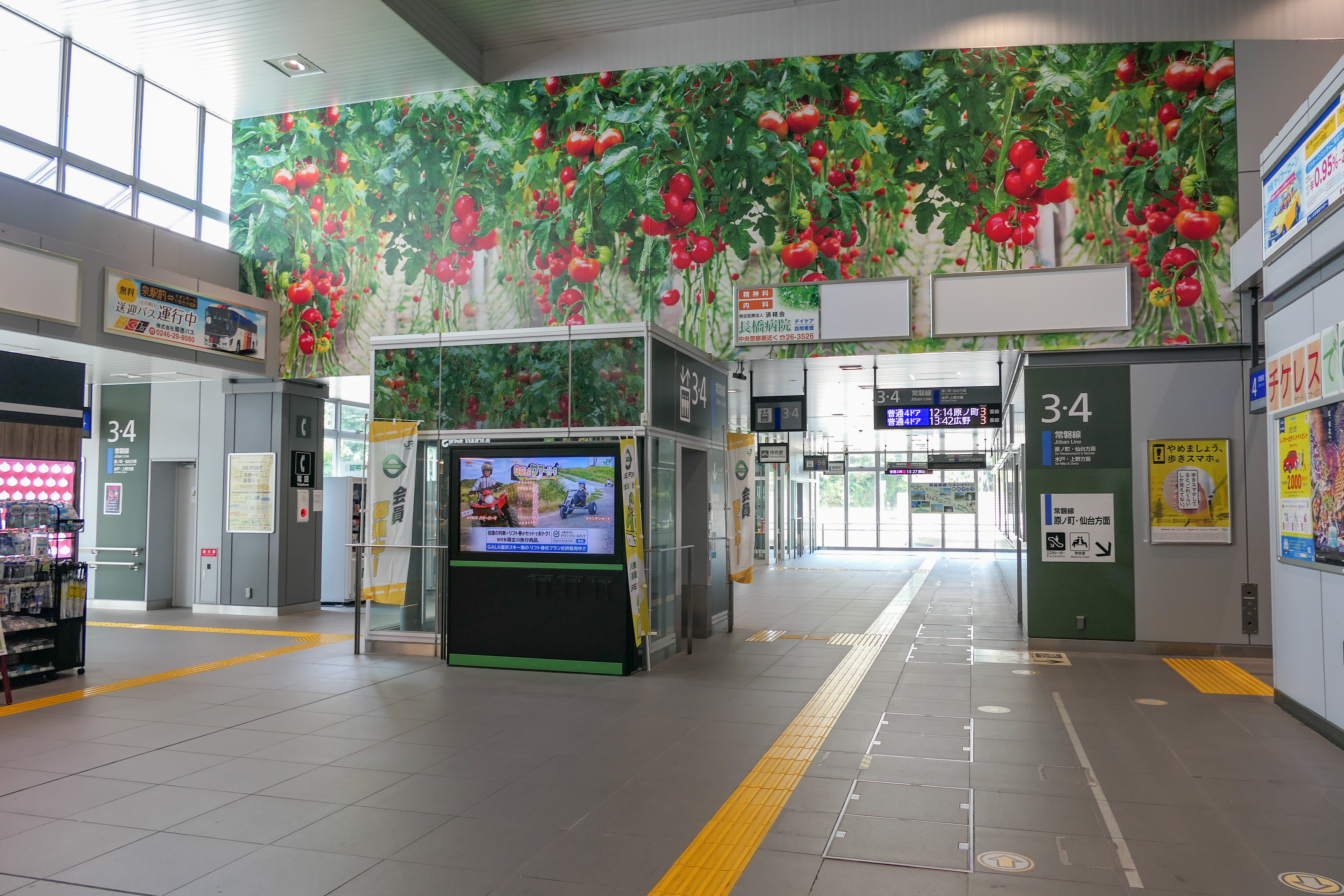
改札内コンコース（2023年7月）
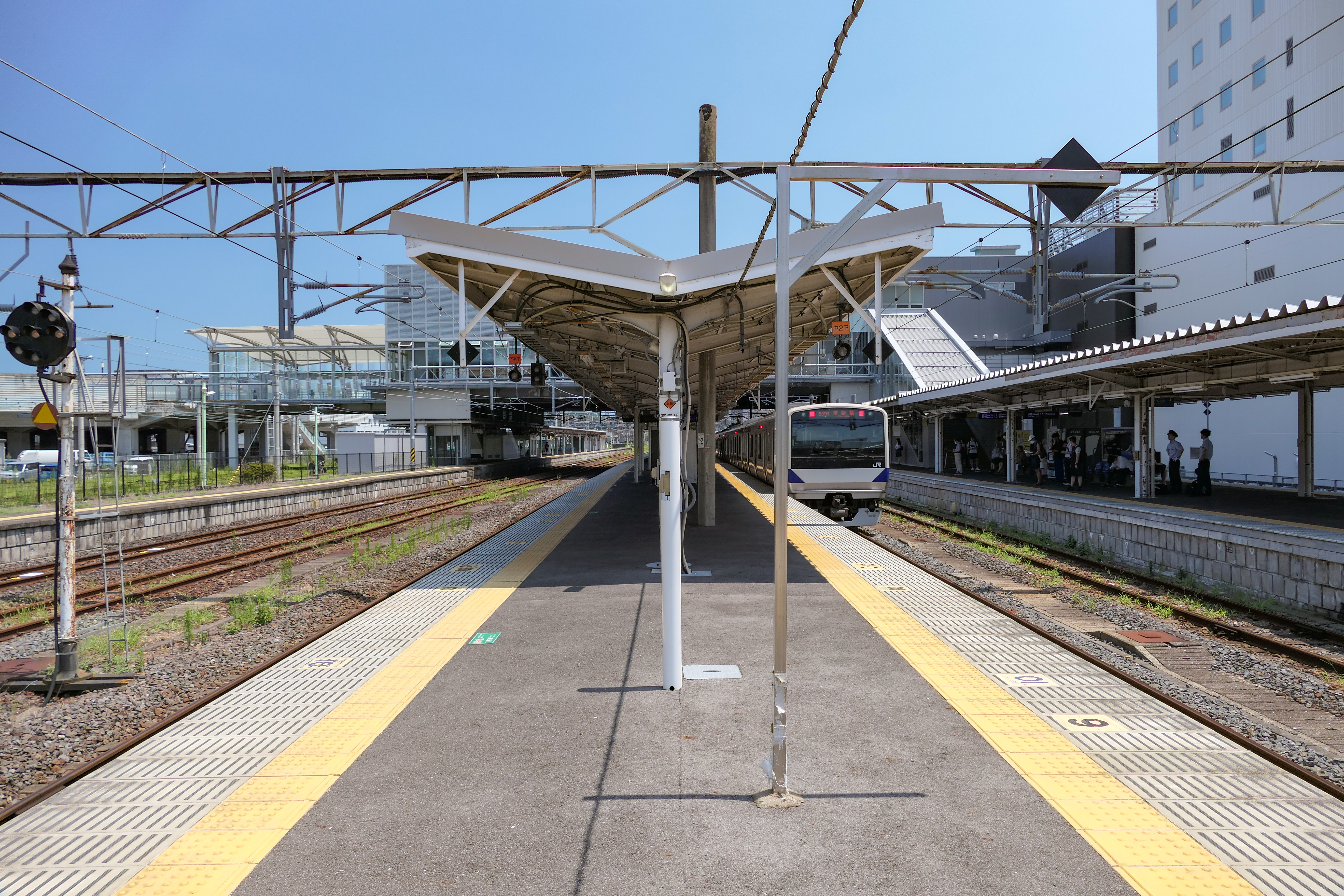
構内（2023年7月）

### 旧駅舎
駅の機能は2階にあり、改札口周辺にはみどりの窓口・自動券売機・びゅうプラザ（旅行センター）・売店・待合室・トイレなどがあった。
跨線橋に平行する自由通路「平安橋」の5・6番線寄りには橋上改札口があり、2005年（平成17年）7月まで朝・夕の通学時間帯のみ営業していたが、橋上化工事に伴い取り壊された。また、1・2番線と3・4番線のホームにそば店があったが、2007年（平成19年）3月31日に閉店した。

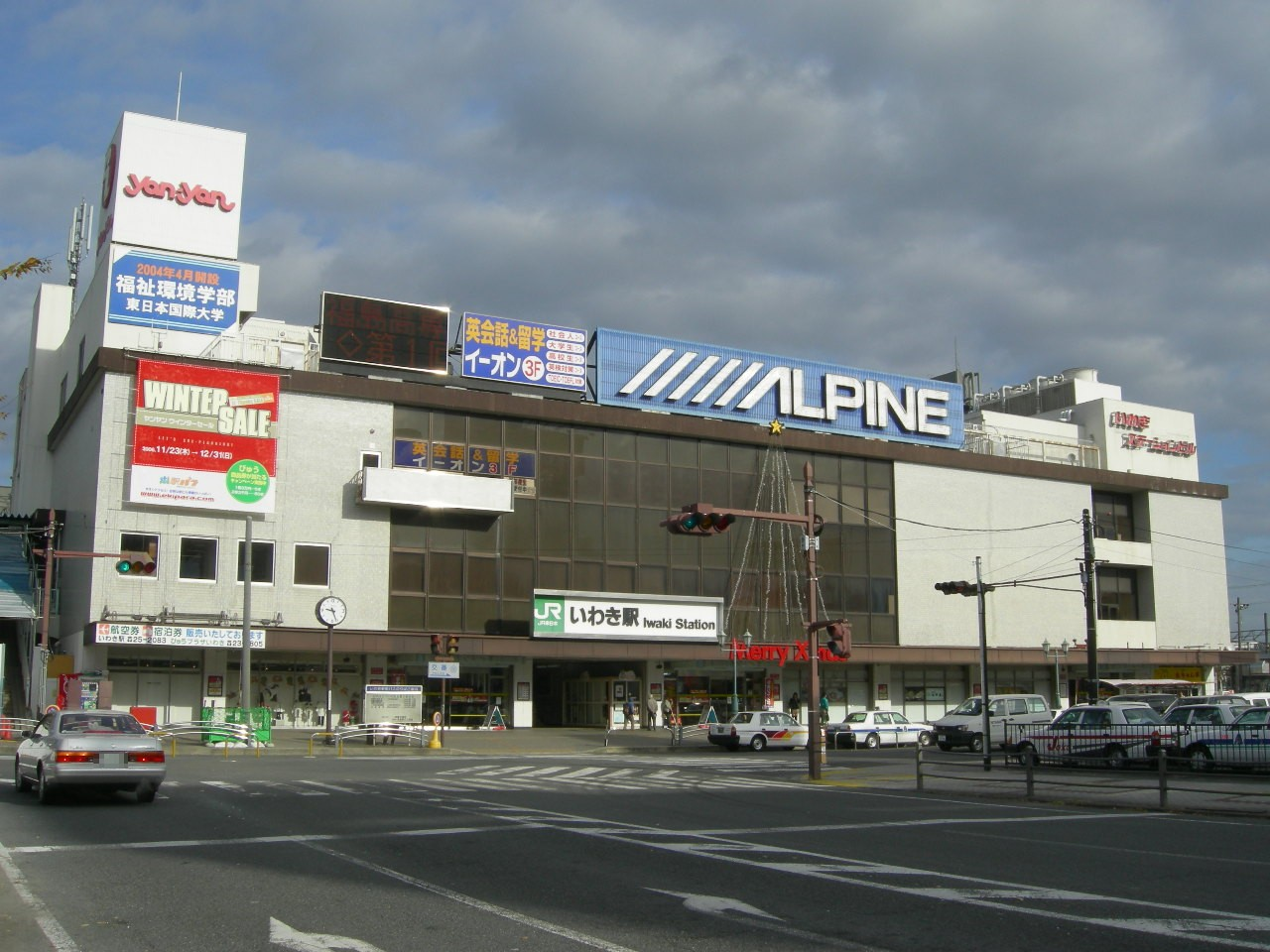
南口旧駅ビル（2006年11月）
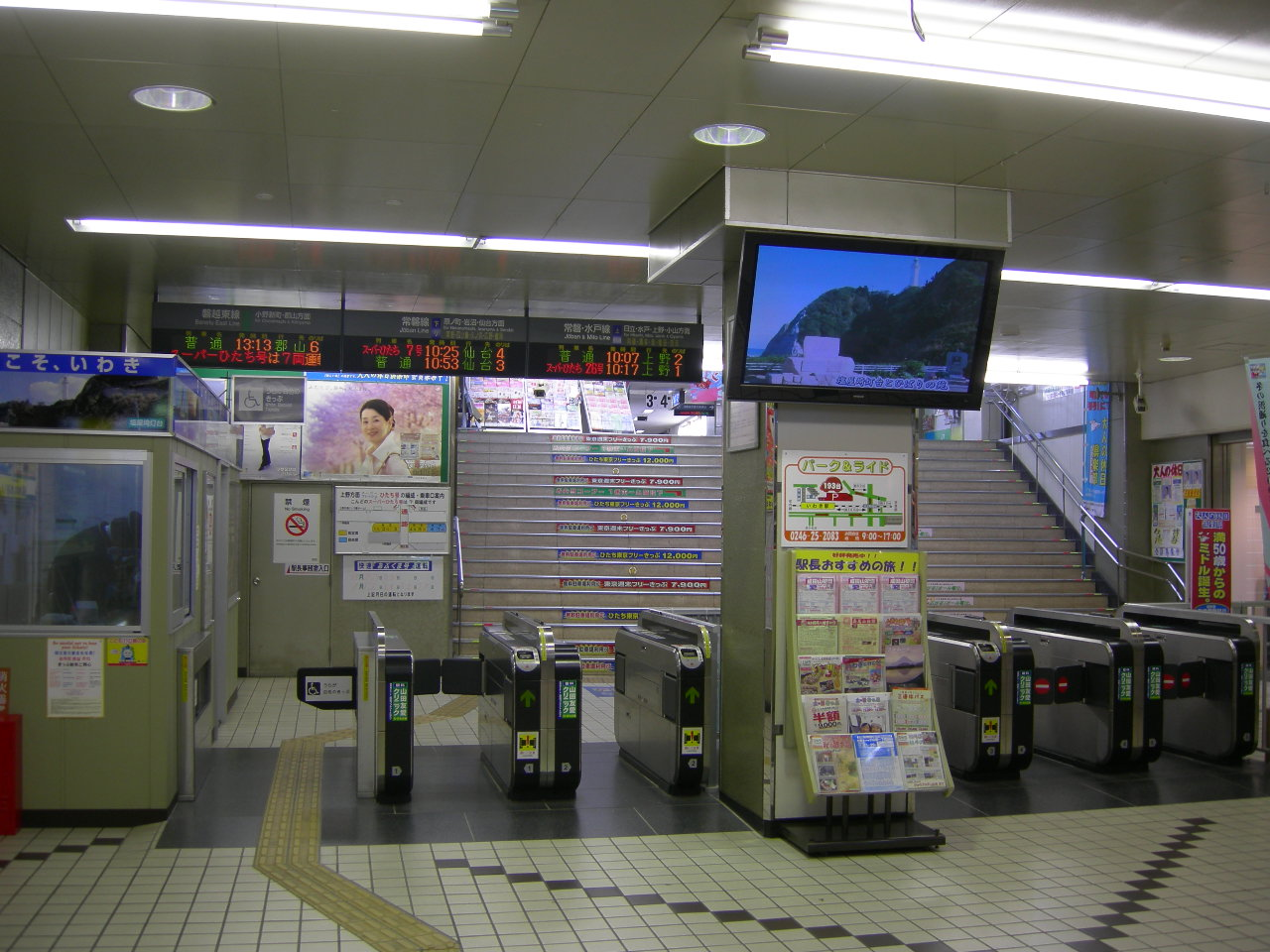
旧駅舎改札口（2006年11月）

## 発車メロディー
もともとシューベルトとメンデルスゾーン作曲のクラシック音楽を使用していたが、市制50周年を記念して、2016年10月1日に1,2番線ホームのみジェイク・シマブクロ作曲の「フラガール〜虹を〜」に変更されている。現在磐越東線は全列車がワンマン運転のため、発車メロディーを扱わない（スイッチも撤去済み）
1,2番線 フラガール〜虹を〜
3,4番線 楽興の時
5番線 春の歌

## 駅弁
1・2番線にあった駅弁売り場は2017年（平成29年）9月30日をもって閉店した。以下は基本的に閉店前の状況を記載する。
うにめし弁当（鈴木屋）
元々はいわき駅前の旅館「住吉屋」が製造と販売を行っていたが、駅前再開発に伴う区画整理に伴い、2005年（平成17年）5月31日をもって廃業した。その後、水戸駅で営業していた「鈴木屋」が販売することになった。しかし、2007年（平成19年）6月30日に撤退し、「うにめし弁当」も消滅した。
いわきカニピラフ弁当 いわきウニピラフ弁当（メヒコ）
「住吉屋」の廃業後、2005年（平成17年）6月1日より水戸駅で営業している「鈴木屋」「芝田屋」と、日立駅で営業している「海華軒」の3社で駅弁を販売していたが、2007年（平成19年）6月30日をもって3社ともにいわき駅での販売を撤退した。それ以降はNREの駅弁を販売することになってからは、東京駅・新宿駅・大宮駅・成田空港駅と全く同じ駅弁が販売されていたが、いわきでシーフードレストランを展開する「メヒコ」との共同開発により「いわきカニピラフ弁当」と「いわきウニピラフ弁当」が2007年（平成19年）7月1日より販売されていた。
浜街道 潮目の駅弁（湯本美食ホテル）
2015年（平成27年）4月1日より市内のホテル「湯本美食ホテル」から「浜街道 潮目の駅弁」が販売されている。この駅弁は、いわき沖の黒潮と親潮がぶつかる豊かな漁場「潮目」をテーマに、いわきの海と山の幸を盛り込んだものが使われている。上記売店閉鎖後は駅ビル構内の店舗で販売を継続。

### 駅弁一覧
主な駅弁は下記の通り。
- 昔おにぎり
- カジキソースカツ丼
- 豚べん
- うに貝焼き弁当
- 牛べん
- 磯べん
- 豚さん弁当
- 焼き鯖すし
- 常陸之國美味紀行
- 浜街道 潮目の駅弁
- カニピラフ
- 黄門弁当

## 利用状況
JR東日本によると、2023年度（令和5年度）の1日平均乗車人員は4,999人である。
2000年度（平成12年度）以降の推移は以下のとおりである。
| 1日平均乗車人員推移 | 1日平均乗車人員推移 | 1日平均乗車人員推移 | 1日平均乗車人員推移 | 1日平均乗車人員推移 |
| 年度                | 定期外              | 定期                | 合計                | 出典                |
| ------------------- | ------------------- | ------------------- | ------------------- | ------------------- |
| 2000年（平成12年）  |                     |                     | 8,035               | [ 利用客数 2 ]      |
| 2001年（平成13年）  |                     |                     | 7,960               | [ 利用客数 3 ]      |
| 2002年（平成14年）  |                     |                     | 7,919               | [ 利用客数 4 ]      |
| 2003年（平成15年）  |                     |                     | 7,541               | [ 利用客数 5 ]      |
| 2004年（平成16年）  |                     |                     | 7,246               | [ 利用客数 6 ]      |
| 2005年（平成17年）  |                     |                     | 7,031               | [ 利用客数 7 ]      |
| 2006年（平成18年）  |                     |                     | 6,828               | [ 利用客数 8 ]      |
| 2007年（平成19年）  |                     |                     | 6,650               | [ 利用客数 9 ]      |
| 2008年（平成20年）  |                     |                     | 6,487               | [ 利用客数 10 ]     |
| 2009年（平成21年）  |                     |                     | 6,268               | [ 利用客数 11 ]     |
| 2010年（平成22年）  |                     |                     | 6,004               | [ 利用客数 12 ]     |
| 2011年（平成23年）  |                     |                     | 4,175               | [ 利用客数 13 ]     |
| 2012年（平成24年）  | 2,492               | 3,503               | 5,996               | [ 利用客数 14 ]     |
| 2013年（平成25年）  | 2,504               | 3,632               | 6,136               | [ 利用客数 15 ]     |
| 2014年（平成26年）  | 2,494               | 3,415               | 5,910               | [ 利用客数 16 ]     |
| 2015年（平成27年）  | 2,600               | 3,541               | 6,142               | [ 利用客数 17 ]     |
| 2016年（平成28年）  | 2,555               | 3,536               | 6,092               | [ 利用客数 18 ]     |
| 2017年（平成29年）  | 2,533               | 3,495               | 6,028               | [ 利用客数 19 ]     |
| 2018年（平成30年）  | 2,459               | 3,412               | 5,872               | [ 利用客数 20 ]     |
| 2019年（令和元年）  | 2,339               | 3,351               | 5,690               | [ 利用客数 21 ]     |
| 2020年（令和02年）  | 1,271               | 2,979               | 4,251               | [ 利用客数 22 ]     |
| 2021年（令和03年）  | 1,344               | 2,852               | 4,197               | [ 利用客数 23 ]     |
| 2022年（令和04年）  | 1,796               | 2,866               | 4,662               | [ 利用客数 24 ]     |
| 2023年（令和05年）  | 2,066               | 2,933               | 4,999               | [ 利用客数 1 ]      |

## 駅周辺
北口脇には竜ヶ城の小山がそびえている。

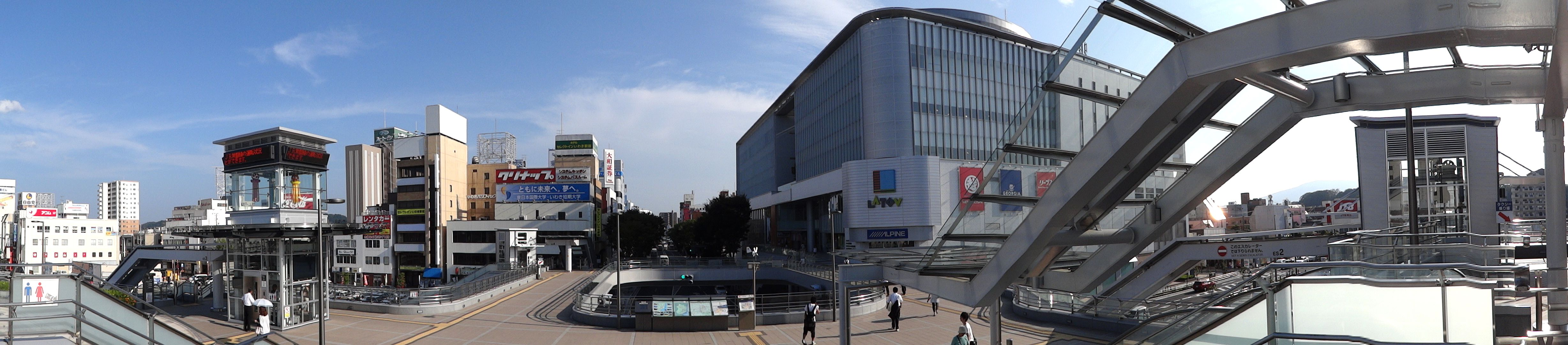
駅南口のパノラマ風景（2011年8月）

北口側・南口側共に再開発事業が進んでおり、北口には城跡公園の整備と松村総合病院の移転が予定されている。このうち、南口にはホテル「B4T いわき」・商業施設「エスパルいわき」・マンションが建設され、ホテルや商業施設は2023年（令和5年）1月15日に開業した。
行政機関・複合施設
- いわき市役所
- 福島県いわき合同庁舎
- いわき駅前再開発ビルラトブ - 三越、いわき総合図書館、いわき産業創造館、いわき駅前市民サービスセンターなどが入居する複合施設。
- いわき市立美術館
- いわき市生涯学習プラザ : 平一町目再開発ビル「ティーワンビル」内
- いわき市文化センター
- いわき芸術文化交流館アリオス

名勝・旧跡
- 磐城平城址
- 龍ヶ城美術館
- 飯野八幡宮
- 松ヶ岡公園

主な商業施設など
- Paix Paix（旧イトーヨーカドー平店）
- S-PALいわき
- イオンいわき店
- マルト SC城東店
- マルト SC平尼子店
- いわき平競輪場
- 世界館ビル（まちポレいわきほか）

金融
- いわき郵便局（ゆうちょ銀行いわき店併設）
- 平新川町郵便局
- 平紺屋町郵便局
- 平柳町郵便局
- 平胡摩沢郵便局
- みずほ銀行いわき支店
- 大東銀行平支店
- 福島銀行平支店
- 常陽銀行平支店
- 七十七銀行平支店
- 秋田銀行いわき支店
- 東邦銀行いわき営業部

文教施設
- いわき短期大学
- 東日本国際大学
- 福島工業高等専門学校
- 福島県立磐城高等学校
- 福島県立磐城桜が丘高等学校
- 福島県立平工業高等学校
- 福島県立平商業高等学校
- 磐城緑蔭中学校・高等学校

宿泊施設
- ホテル・アルファーワンいわき
- ホテルルートインいわき駅前
- 東横INNいわき駅前

## バス路線
一般乗合路線バスの運行は、すべて新常磐交通の担当である。
2010年（平成22年）3月25日より新しいバスターミナルの供用が開始された。これにより、当駅を通過していた上平窪・小川方面高崎・赤井岳下方面のバスも当ターミナルに乗り入れするようになった。

### 南口バスターミナル

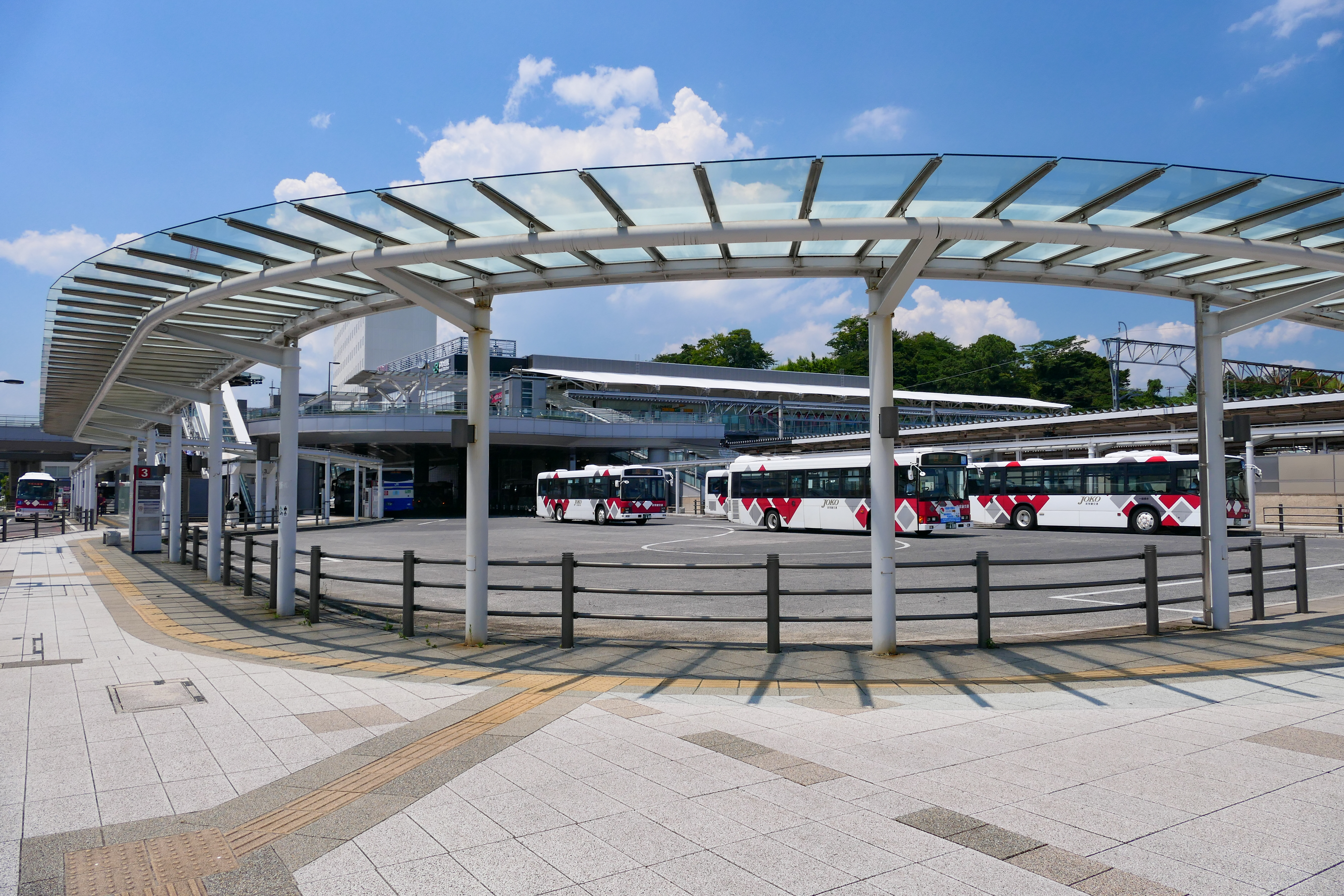
南口バスターミナル（2023年7月）

#### 高速バスのりば
| のりば | 路線名                                  | 運行事業者                                               | 行先                   | 出典   |
| ------ | --------------------------------------- | -------------------------------------------------------- | ---------------------- | ------ |
| 1      | いわき号                                | - 新常磐交通 - ジェイアールバス関東 - 東武バスセントラル | 東京駅                 | [ 12 ] |
| 2      | いわき - 仙台線                         | 新常磐交通                                               | 仙台                   | [ 12 ] |
| 2      | いわき - 福島線                         | - 新常磐交通 - 福島交通                                  | 福島                   | [ 12 ] |
| 2      | いわき・日立 - 東京ディズニーリゾート線 | - 茨城交通 - 京成バスウエスト - 新常磐交通               | 東京ディズニーリゾート | [ 12 ] |
| 2      | いわき - 郡山 - 会津若松線              | - 新常磐交通 - 福島交通                                  | 郡山                   | [ 12 ] |

#### 路線バスのりば
「いわき駅前」停留所にて、新常磐交通いわき中央営業所や新常磐交通北営業所が運行する以下の路線バスが発着する。
| のりば | 運行事業者 | 行先 | 出典          |
| ------ | ---------- | --- | ------------- |
| 3      | 新常磐交通 | - 湯本駅前 - 小名浜・海星高校前 - 高野 - 立野循環（内回り） - 川平                                                   | [ 12 ]        |
| 4      | 新常磐交通 | - 上平窪・高崎 - 赤井岳下 - 磐高入口 - 平商前 - 久保町循環                                                           | [ 12 ]        |
| 5      | 新常磐交通 | - 好間平坑・榊小屋・上三坂 - 隅田川 - 好間工業団地 - 立野循環（外回り） - 高坂団地 - 平工業高校                      | [ 12 ]        |
| 6      | 新常磐交通 | - いわきニュータウン・ラパークいわき - いわき光洋高校 - 江名 - 小名浜・館の腰・海星高校 - （直行）イオンモール小名浜 | [ 12 ] [ 13 ] |
| 7      | 新常磐交通 | - 富岡駅前 - 四倉 - 草野 - いわき支援学校 - 西原 - （直行）高専前                                                    | [ 12 ]        |
| 8      | 新常磐交通 | （臨時バス） | [ 12 ]        |
| 9      | 新常磐交通 | - 南白土 - 豊間小 - 常交いわき中央営業所                                                                             | [ 12 ]        |
| 10     | 新常磐交通 | - 平市内循環（外回り） - 四ツ波 - 昌平中高前                                                                         | [ 12 ]        |
| 11     | 新常磐交通 | - 郡山運転免許センター・臨時バス                                                                                     | [ 12 ]        |

### 北口（交通広場）のりば
「いわき駅北口」停留所にて発着する。
- 平商前

## その他
- 「平駅」を「いわき駅」に改名する際、駅名板取替などで1億3千万円に上る経費を要した[新聞 4]。
- 2007年（平成19年）2月ごろからダイヤ改正前日の3月17日まで、それまで普通列車として運用されていた403系・415系に代わり、一部の列車が上野駅 - いわき駅間でE531系（普通車扱いのグリーン車連結）で運用された。
- 2007年（平成19年）3月18日のダイヤ改正以前は、いわき駅から上野駅や仙台駅まで直通する普通列車が多く運行されていた。しかし、このダイヤ改正以後、上野行きは土浦行きか水戸行きとなり消滅し、仙台行きも多くが原ノ町行きとなった。その後、東日本大震災による不通期間を挟んで、2020年（令和2年）3月14日の全線再開以降、当駅以北の普通列車の行先は最遠でも原ノ町までとなっている。
- 東日本大震災まで運行されていた原ノ町駅または仙台駅発着の「スーパーひたち」は、当駅で車両の連結・切り離しを行っていた（多客期間は省略）。

## 隣の駅
東日本旅客鉄道（JR東日本）
■常磐線
- 特急「ひたち」停車駅（仙台発着の3往復を除いて当駅発着）

■普通
内郷駅 - いわき駅 - 草野駅
■磐越東線
いわき駅 - 赤井駅

### かつて存在した路線
好間軌道
平駅 - 下好間駅

### 記事本文